# Ministère de l'Environnement et des Gouvernements locaux
Le ministère de l'Environnement et des Gouvernements locaux est un ministère néo-brunswickois ayant la responsabilité de la gouvernance locale et de l'environnement. Il a été créé en 2012 et résulte de la fusion du ministère de l'Environnement du Nouveau-Brunswick et du ministère des Gouvernements locaux du Nouveau-Brunswick. 

## Liste des ministres
| Dates                               | Ministre        | Gouvernement  |
| ----------------------------------- | --------------- | ------------- |
| 15 mars 2012 - 23 septembre 2013    | Bruce Fitch     | David Alward  |
| 23 septembre 2013 - 7 octobre 2014  | Danny Soucy     | David Alward  |
| 7 octobre 2014 - 6 juin 2016        | Brian Kenny     | Brian Gallant |
| 6 juin 2016 - 11 mai 2018           | Serge Rousselle | Brian Gallant |
| 11 mai 2018 - 8 novembre 2018       | Andrew Harvey   | Brian Gallant |
| 9 novembre 2018 - 29 septembre 2020 | Jeff Carr       | Blaine Higgs  |